# Post-hardcore
Post-hardcore je odnož punk rocku, která vychází z hardcoru. Vznikal v polovině 80. let ve městě Washington a prakticky neznámý zůstal až do začátku 90. let. Je charakteristický výrazným rytmem, jiskřivým zvukem kytar, jemnými vokály. Tohle všechno kontrastuje s drsnými pasážemi, plnými křiku a bručení, tzv. growling. Post-hardcore výrazně čerpá z experimentální hudby, ale zároveň si zachovává punkovu podstatu. Dnes tato hudba zažívá dost výrazný vzestup popularity a to hlavně díky skupinám jako např. From Autumn To Ashes, Box Car Racer, Ghost Atlas, Helmet, Senses Fail, Silverstein a Fightstar, dále také Sleeping with Sirens a Pierce the Veil nebo Black Veil Brides
. Tento žánr je často mylně považovaný za součást emo hudby.[zdroj?]